# Plagiochila arbuscula
Plagiochila arbuscula là một loài rêu trong họ Plagiochilaceae. Loài này được Lindenb. mô tả khoa học đầu tiên.